# Нобухиса Јамада
Нобухиса Јамада (јап. 山田 暢久; 10. септембар 1975) бивши је јапански фудбалер.

## Каријера
Током каријере је играо за Урава Ред Дајмондс.

## Репрезентација
За репрезентацију Јапана дебитовао је 2002. године. За тај тим је одиграо 15 утакмица и постигао 1 гол.

## Статистика
| Јапан  | Јапан   | Јапан  |
| Година | Наступи | Голови |
| ------ | ------- | ------ |
| 2002.  | 1       | 0      |
| 2003.  | 11      | 0      |
| 2004.  | 3       | 1      |
| Укупно | 15      | 1      |